# Vyšėjšaja Liha 1998
La Vyšėjšaja Liha 1998 è stata l'ottava edizione della massima serie del campionato bielorusso di calcio, disputato tra il 12 aprile e il 31 ottobre 1998 e conclusosi con la vittoria del Dnjapro-Transmaš Mahilëŭ, al suo primo campionato vinto. Il capocannoniere della competizione fu Sjarhej Jaromka (Tarpeda Minsk) con 19 reti realizzate.

## Stagione

### Novità
Dalla Vyšėjšaja Liha 1997 vennero retrocessi in Peršaja Liha il Tarpeda-Kadzina Mahilëŭ e lo Šachcër Salihorsk, che vennero riammessi in Vyšėjšaja Liha a seguito della dissoluzione dell'Ataka Minsk e della fusione tra il Dnjapro Mahilëŭ e il Transmaš Mahilëŭ, che diede vita al Dnjapro-Transmaš Mahilëŭ. Dalla Peršaja Liha vennero promossi il Homel' e il BATĖ Borisov. Prima dell'inizio della stagione il MPKC Mazyr cambiò denominazione in Slavija Mazyr.

### Formula
Le 16 squadre partecipanti disputarono un girone all'italiana con partite di andata e ritorno per un totale di 30 partite. La prima classificata, vincitrice del campionato, venne ammessa alla UEFA Champions League 1999-2000. La seconda classificata venne ammessa in Coppa UEFA 1999-2000, assieme alla squadra vincitrice della Coppa di Bielorussia; se quest'ultima avesse concluso il campionato al secondo posto, la terza classificata sarebbe stata ammessa in Coppa UEFA. Due ulteriori posti vennero assegnati per la partecipazione alla Coppa Intertoto 1999. Le ultime due classificate vennero retrocesse in Peršaja Liha.

### Avvenimenti
Al termine del girone di andata la Dinamo-93 Minsk si dissolse a causa di problemi economici, venne così esclusa dal campionato e tutte le partite da essa disputate vennero annullate.

## Squadre partecipanti
| Club                     | Città      | Stadio             | Stagione 1997               |
| ------------------------ | ---------- | ------------------ | --------------------------- |
| BATĖ Borisov             | Barysaŭ    | Stadio Haradzki    | 2º posto in Peršaja Liha    |
| Belšyna                  | Babrujsk   | Stadio Spartak     | 2º posto in Vyšėjšaja Liha  |
| Dinamo Brėst             | Brėst      | OSK Brestsky       | 7º posto in Vyšėjšaja Liha  |
| Dinamo Minsk             | Minsk      | Stadio Dinamo      | Campione della Bielorussia  |
| Dinamo-93 Minsk          | Minsk      | Stadio Traktar     | 5º posto in Vyšėjšaja Liha  |
| Dnjapro-Transmaš Mahilëŭ | Mahilëŭ    | Spartak Stadium    | 4º posto in Vyšėjšaja Liha  |
| Homel'                   | Homel'     | Stadyen Central'ny | 1º posto in Peršaja Liha    |
| Kamunal'nik Slonim       | Slonim     | Stadyen Junatsva   | 11º posto in Vyšėjšaja Liha |
| Ljakamatyŭ-96 Vicebsk    | Vicebsk    | Vitebsky CSK       | 3º posto in Vyšėjšaja Liha  |
| Maladzečna               | Maladzečna | Stadyen Haradski   | 13º posto in Vyšėjšaja Liha |
| Naftan-Dėvon             | Navapolack | Stadyen Atlant     | 9º posto in Vyšėjšaja Liha  |
| Nëman                    | Hrodna     | Stadyen Nëman      | 10º posto in Vyšėjšaja Liha |
| Šachcër Salihorsk        | Salihorsk  | Stadyen Stroitel   | 16º posto in Vyšėjšaja Liha |
| Slavija Mazyr            | Mazyr      | Stadyen Junatsva   | 6º posto in Vyšėjšaja Liha  |
| Tarpeda-Kadzina Mahilëŭ  | Mahilëŭ    | Stadio Torpedo     | 15º posto in Vyšėjšaja Liha |
| Tarpeda Minsk            | Minsk      | Stadio Torpedo     | 8º posto in Vyšėjšaja Liha  |

## Classifica finale
|  | Pos. | Squadra                  | Pt      | G  | V  | N  | P  | GF | GS | DR  |
|  | ---- | ------------------------ | ------- | -- | -- | -- | -- | -- | -- | --- |
|  | 1.   | Dnjapro-Transmaš Mahilëŭ | 67      | 28 | 21 | 4  | 3  | 55 | 14 | +41 |
|  | 2.   | BATĖ Borisov             | 58      | 28 | 18 | 4  | 6  | 50 | 25 | +25 |
|  | 3.   | Belšyna                  | 57      | 28 | 17 | 6  | 5  | 47 | 17 | +30 |
|  | 4.   | Ljakamatyŭ-96 Vicebsk    | 48      | 28 | 14 | 6  | 8  | 35 | 24 | +11 |
|  | 5.   | Homel'                   | 45      | 28 | 12 | 9  | 7  | 36 | 30 | +6  |
|  | 6.   | Slavija Mazyr            | 45      | 28 | 12 | 9  | 7  | 41 | 36 | +5  |
|  | 7.   | Tarpeda Minsk            | 44      | 28 | 12 | 8  | 8  | 44 | 22 | +22 |
|  | 8.   | Dinamo Minsk             | 39      | 28 | 11 | 6  | 11 | 39 | 38 | +1  |
|  | 9.   | Dinamo Brėst             | 38      | 28 | 12 | 2  | 14 | 40 | 40 | 0   |
|  | 10.  | Nëman                    | 31      | 28 | 8  | 7  | 13 | 27 | 44 | -17 |
|  | 11.  | Šachcër Salihorsk        | 30      | 28 | 8  | 6  | 14 | 33 | 54 | -21 |
|  | 12.  | Tarpeda-Kadzina Mahilëŭ  | 29      | 28 | 7  | 8  | 13 | 30 | 40 | -10 |
|  | 13.  | Naftan-Dėvon             | 25      | 28 | 7  | 4  | 17 | 33 | 47 | -14 |
|  | 14.  | Maladzečna               | 16      | 28 | 4  | 4  | 20 | 21 | 51 | -30 |
|  | 15.  | Kamunal'nik Slonim       | 14      | 28 | 3  | 5  | 20 | 14 | 63 | -49 |
|  | ---  | Dinamo-93 Minsk          | Esclusa | -- | -- | -- | -- | -- | -- | --  |

Legenda:
      Campione di Bielorussia e ammesso alla UEFA Champions League 1999-2000.
      Ammesso alla Coppa UEFA 1999-2000.
      Ammessa alla Coppa Intertoto 1999.
      Retrocessa in Peršaja Liha 1999.
      Escluso dal campionato.
Note:
Tre punti a vittoria, uno a pareggio, zero a sconfitta.

## Risultati

### Tabellone
|                          | Dnj  | BAT  | Bel  | Lya  | Hom  | Sla  | TMi  | DiM  | DiB  | Nëm  | Šac  | TMa  | Naf  | Mal  | Kam  |
| ------------------------ | ---- | ---- | ---- | ---- | ---- | ---- | ---- | ---- | ---- | ---- | ---- | ---- | ---- | ---- | ---- |
| Dnjapro-Transmaš Mahilëŭ | –––– | 1-0  | 1-0  | 2-0  | 3-0  | 1-1  | 1-0  | 3-1  | 2-0  | 3-0  | 4-0  | 2-2  | 2-0  | 5-0  | 4-0  |
| BATĖ Borisov             | 1-0  | –––– | 1-0  | 1-3  | 1-1  | 2-0  | 0-1  | 3-0  | 6-0  | 3-0  | 2-0  | 4-1  | 2-1  | 3-0  | 1-0  |
| Belšyna                  | 1-1  | 4-0  | –––– | 1-0  | 2-0  | 4-4  | 1-0  | 4-2* | 2-0  | 0-0  | 2-1  | 2-1  | 6-0  | 1-0  | 5-1  |
| Ljakamatyŭ-96 Vicebsk    | 0-1  | 0-0  | 1-0  | –––– | 2-1  | 3-0  | 1-0  | 1-0  | 0-1  | 3-0  | 1-2  | 1-1  | 2-1  | 1-2  | 2-0  |
| Homel'                   | 1-2  | 0-0  | 1-0  | 3-0  | –––– | 0-0  | 2-1  | 4-3  | 1-0  | 2-0  | 2-1  | 0-0  | 2-0  | 1-0  | 2-1  |
| Slavija Mazyr            | 1-3  | 2-2  | 1-0  | 2-1  | 1-1  | –––– | 0-2  | 0-0  | 1-2  | 3-2  | 4-1  | 2-1  | 3-2  | 1-2  | 2-0  |
| Tarpeda Minsk            | 0-0  | 0-1  | 1-1  | 0-1  | 3-1  | 0-0  | –––– | 3-4  | 5-0  | 3-1  | 4-0  | 2-2  | 2-0  | 1-1  | 6-0  |
| Dinamo Minsk             | 2-1  | 2-0  | 0-0  | 1-1  | 2-2  | 3-1  | 0-0  | –––– | 0-5  | 1-2  | 1-2  | 2-1  | 1-2  | 0-0  | 3-0  |
| Dinamo Brest             | 2-0  | 0-3  | 0-3  | 0-1  | 2-1  | 1-2  | 4-0  | 0-1  | –––– | 1-2  | 5-0  | 1-1  | 1-0  | 6-3  | 0-0  |
| Nëman                    | 0-1  | 1-2  | 0-2  | 0-0  | 1-1  | 1-1  | 0-0  | 1-4  | 2-1  | –––– | 2-3  | 1-3  | 1-0  | 2-0  | 2-0  |
| Šachcër Salihorsk        | 1-3  | 3-5  | 0-1  | 1-1  | 1-2  | 2-2  | 0-3  | 0-1  | 1-3  | 0-0  | –––– | 3-1  | 2-0  | 1-0  | 2-0  |
| Tarpeda-Kadzina Mahilëŭ  | 0-1  | 3-1  | 0-2  | 0-3  | 2-2  | 0-3  | 0-1  | 1-0  | 1-0  | 0-0  | 1-1  | –––– | 0-1  | 0-1  | 3-0  |
| Naftan-Dėvon             | 0-1  | 0-1  | 0-1  | 1-1  | 2-0  | 0-1  | 1-5  | 0-2  | 1-3  | 5-2  | 4-4  | 3-1  | –––– | 5-1  | 4-0  |
| Maladzečna               | 1-2  | 1-2  | 0-1  | 1-2  | 0-0  | 0-1  | 0-1  | 0-3  | 0-2  | 1-2  | 0-1  | 1-2  | 0-0  | –––– | 5-2  |
| Kamunal'nik Slonim       | 0-5  | 1-3  | 1-1  | 2-3  | 0-3  | 0-2  | 0-0  | 1-0  | 1-0  | 1-2  | 0-0  | 0-2  | 0-0  | 3-1  | –––– |

## Statistiche

### Classifica marcatori
| Gol |  |  | Giocatore          | Squadra       |
| --- |  |  | ------------------ | ------------- |
| 19  |  |  | Sjarhej Jaromka    | Tarpeda Minsk |
| 18  |  |  | Valeryj Strypejkis | Naftan-Dėvon  |
| 18  |  |  | Raman Vasiljuk     | Dinamo Brest  |